# Medon (geslacht)
Medon is een geslacht van kevers uit de familie van de kortschildkevers (Staphylinidae).

## Soorten
- Medon marinus Cameron, 1944
- Medon pocoferus (Peyron, 1857)
- Medon prolixus (Sharp, 1874)
- Medon rubeculus Sharp, 1889